# 业平竹
业平竹（学名：Semiarundinaria fastuosa）为禾本科业平竹属下的一个种。